# Q'umarkaj
Het K'iche-koninkrijk Q'umarkaj (oude spelling: Gumarcaj, Ututlán in het Nahuatl) was een staat in de hooglanden van het hedendaagse Guatemala. Het werd in de dertiende eeuw gesticht door de K'iche'-Maya's en ontwikkelde zich in de vijftiende eeuw tot een van de machtigste staten in Midden-Amerika. In 1524 kwam een eind aan de K'iche'-heerschappij nadat het koninkrijk werd veroverd door een alliantie van Spaanse, Nahua en Kaqchikel strijdkrachten onder leiding van Pedro de Alvarado.
Het K'iche'-koninkrijk bereikte zijn hoogtepunt gedurende het bewind van koning K'iq'ab, die regeerde vanuit Q'umarkaj (ook wel bekend onder zijn Nahuatl-naam Utatlán), een versterkte stad in de buurt van het hedendaagse Santa Cruz del Quiché. Tijdens zijn bewind beheersten de K'iche' een groot deel van het Guatemalteekse hoogland en strekte hun invloed zich uit van de kustreek van de Stille Oceaan tot in Zuid-Mexico.

## Historische bronnen
De geschiedenis van het K'iche'-koninkrijk wordt beschreven in een aantal documenten die op schrift werden gezet in het koloniale tijdperk, zowel in het Spaans als in inheemse talen waaronder klassiek K'iche' en Kaqchikel.
Belangrijke historische bronnen zijn onder meer de Popol Vuh en de Título de Totonicapán die, afgezien van de K'iche'-mythologie, ook de geschiedenis en genealogie bevatten van de Kaweq-afstammingslijn. Informatie van deze bronnen kan worden vergeleken en geverifieerd met de Annalen van de Cakchiquels, een document dat de geschiedenis beschrijft van het Kaqchikel-volk, de voormalige vazallen en latere vijanden van de K'iche'. Daarnaast geven manuscripten als de títulos van Sacapulas, C'oyoi, Nijaib en Tamub, een beschrijving van de K'iche'-geschiedenis vanuit het perspectief van de verschillende K'iche'-clans. Andere historische bronnen omvatten documenten geschreven door de conquistadores en kerkelijke vertegenwoordigers, evenals administratieve documenten van het Spaanse koloniale bestuur.

## Geschiedenis

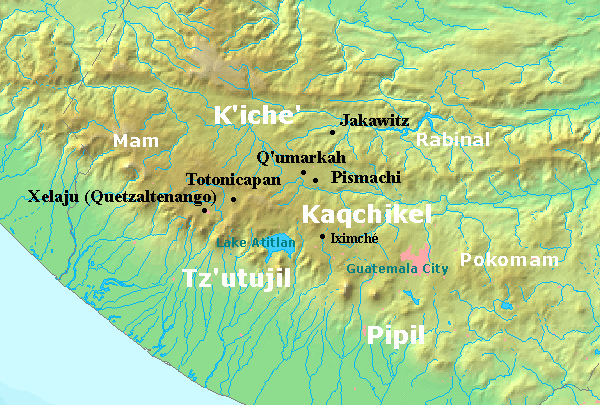
Kaart van Zuidelijk Guatemala in de postklassieke periode, met de locaties van belangrijke stedelijke centra van de K'iche' (in zwart) en de omliggende etnische groepen (in het wit).

### Oorsprong
Hoewel de Maya K'iche' zich al rond 600 v.Chr. in de hooglanden van Guatemala hadden gevestigd, begint de gedocumenteerde geschiedenis van het K'iche'-koninkrijk pas rond 1200 n.Chr. met de komst van verschillende clans uit de Mexicaanse Golfkust. In de historische bronnen worden deze migranten omschreven als de "voorouders" van de K'iche' omdat zij als grondleggers worden beschouwd van de drie heersende clans in het K'iche'-koninkrijk. De migranten bestonden uit zeven clans: de "voorouders" van de drie K'iche'-clans (de Nima K'iche', de Tamub en de Ilok'ab) evenals die van de Kaqchikel, Rabinal en Tz'utujil-volken, en een zevende stam die Tepew Yaqui werd genoemd.
Er is niet veel bekend over de etnische afkomst van de migranten. In etnohistorische bronnen wordt aangegeven dat zij aanvankelijk niet in staat waren te communiceren met de inheemse K'iche'-bevolking en dat ze "yaqui's" werden genoemd, wat erop wijst dat zij Nahuatl spraken. J.E.S. Thompson denkt dat het gemexicaniseerde Putún-handelaren waren, maar Carmack meent dat het hier waarschijnlijk om tweetalige Nahuatl- en Chontal-sprekers ging die door de Tolteekse cultuur waren beïnvloed. Bovendien denkt hij dat ze niet als handelaars kwamen, maar als veroveraars de Guatemalteekse hooglanden binnenvielen en de oorspronkelijke inheemse bevolking onderwierpen aan hun gezag. De 'voorouders' van de K'iche' brachten ook hun tribale goden mee waaronder de hemelgod Tohil, de patroongod van de K'iche'-stam.

### Stichting (ca. 1225 - 1400)
Nadat de "voorouders" de inheemse volken in het hoogland hadden onderworpen, stichtten zij hun hoofdstad in Jakawitz, gelegen in de Chujuyup-vallei. Tijdens deze periode waren de Kaqchikel-, de Rabinal- en de Tz'utujil-stammen bondgenoten van de K'iche' en ondergeschikt aan de K'iche'-heerschappij. De talen van de vier volken kwamen in die tijd nog sterk overeen, maar naarmate het onderlinge contact bekoelde, minder frequent werd en ten slotte overging in vijandschap, evolueerden ook de talen in verschillende richtingen tot de huidige moderne talen.
Het K'iche'-volk bestond uit drie verschillende clans, de K'iche', de Tamub' en de Ilok'ab'. Elke clan had een specifieke functie: de Nima K'iche' waren de heersende klasse, de Tamub waren waarschijnlijk handelaars en de Ilok'ab krijgers. Elke clan was weer onderverdeeld in subclans die ook elk hun specifieke functies hadden: De K'iche'-clans waren Ajaw K'iche', Kaweq, Nijaib en Sakiq. De Tamub-clans waren Ekoamak' en Kakoj. De Ilok'ab-clans waren de Siq'a en Wanija.
Na de vestiging van Jakawitz onder koning Balam Kitze, breidden de K'iche' onder koning Tz'ikin hun grondgebied uit naar Rabinal en onderwierpen de Poqomam met hulp van de Kaqchikel. Vervolgens richtten zij zich zuidwaarts en stichtten een nieuwe hoofdstad in Pismachi waar een groot ritueel centrum werd gebouwd.
Zowel K'oqaib als K'onache regeerden vanuit Pismachi, maar al snel braken interne conflicten uit tussen de clans. Ten slotte verlieten de Ilok'ab Pismachi om zich te vestigen in een nabijgelegen stad genaamd Mukwitz Chilok'ab.
Tijdens de regeerperiode van K'otuja kwam de Ilok'ab-clan in opstand tegen het leiderschap van de Nima K'iche, maar deze opstand werd neergeslagen. K'otuja breidde de invloed van de K'iche's verder uit en verstevigde de politieke controle over de Kaqchikel- en Tz'utujil-volken door middel van huwelijksbanden tussen leiders van hun volken en leden van zijn familie.

### Quq'kumatz en K'iq'ab (ca. 1400 - 1475)
Onder K'otujas' zoon Quq'kumatz verliet ook de Nima K'iche-clan Pismachi om zich te vestigen in het nabijgelegen Q'umarkaj ("plaats van het oude riet"). Van Quq'kumatz werd gezegd dat hij een van de grootste Nahual-heren van de K'iche' was en dat hij zich kon transformeren in slangen, adelaars, jaguars en in staat was naar Xibalba, de onderwereld, te gaan.

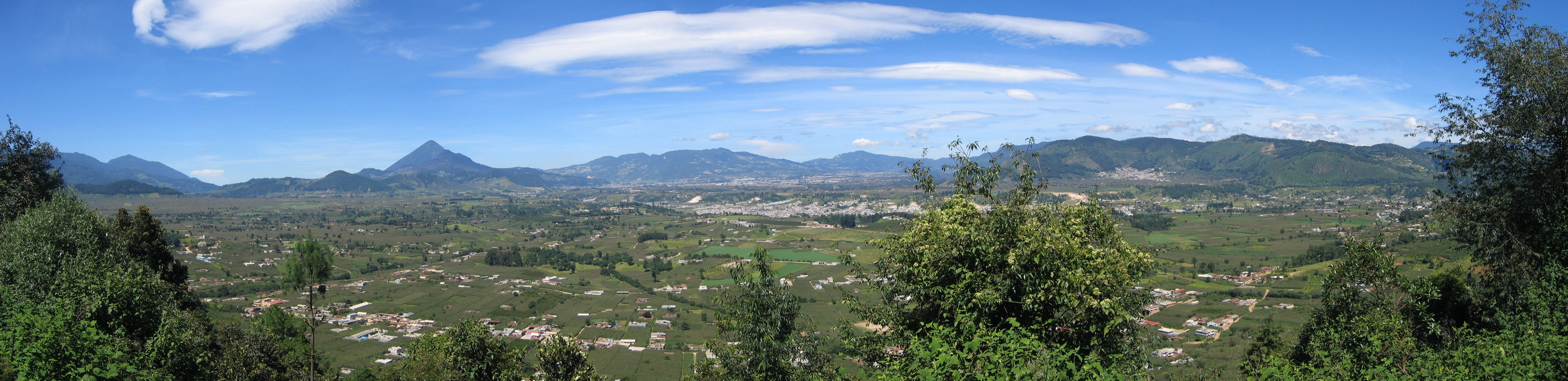
De Guatemalteekse hooglanden - centrum van het uitgestrekte K'iche'-rijk

 Met de hulp van de Kaqchikel breidde hij het K'iche-rijk noordwaarts uit en onderwierp het Q'oja-volk aan zijn gezag. Na zijn overwinning huwelijkte Quq'kumatz zijn dochter uit aan de heer van de Q'oja. Deze doodde haar echter, waarop Quq'kumatz met een leger van slechts 400 krijgers ten strijde trok om zijn schoonzoon terecht te stellen. Bij de daaropvolgende gevechten werd Quq'kumatz gedood, waarna zijn zoon K'iq'ab hem opvolgde als de nieuwe koning van het K'iche'-rijk. Hij trok direct ten strijde om de dood van zijn vader te wreken en vernietigde de Q'oja-stad, doodde haar leider en nam zijn zoon gevangen. Tijdens deze militaire expeditie onderwierp K'iq'ab ook de volken rond Sacapulas en de Mam in Zaculeu. Later breidde hij het K'iche'-rijk uit naar de vallei van Antigua Guatemala tot aan Escuintla aan de Stille Oceaan, waar hij het grondgebied van de Pipil binnenviel.
Omstreeks 1470 kwam een groot deel van K'iq'ab's krijgers in opstand tegen zijn heerschappij uit onvrede over het gebrek aan privileges. De opstand waar ook zijn zonen in participeerden, vond plaats tijdens een drukbezocht festival in Q'umarkaj en hoewel een groot aantal K'iq'ab-getrouwe edelen en ambtsdragers werd gedood, lukte het de opstandelingen niet K'iq'ab om te brengen. Deze was echter wel genoodzaakt de krijgersklasse nieuwe privileges te schenken en zijn rijkdommen te delen met zijn zonen.
De opstand leidde ook tot een definitieve breuk met de Kaqchikel, die Chaviar (Chichicastenango) verlieten om zich te vestigen in Iximché, waar zij een nieuwe versterkte stad bouwden.

### Teloorgang en verovering (ca. 1475 - 1524)
In de periode na het overlijden van K'iq'ab waren de verzwakte K'iche's voortdurend in oorlogen verwikkeld tegen de Kaqchikel, Tz'utujil, Rabinal en Pipil. Hoewel de K'iche' ook enkele militaire successen kenden in deze periode, waaronder de onderwerping van de Rabinal en de Soconusco volkeren in de kuststreek van Chiapas, bereikte het K'iche'-rijk niet meer de hegemonie die het eerder had gekend.
Omstreeks 1495 begon het Azteekse Rijk, toen op het hoogtepunt van haar macht in centraal Mexico, haar invloedssfeer uit te breiden naar Chiapas en de hooglanden van Guatemala. Zo werd de Mexicaanse provincie Soconusco, die voorheen belastingplichtig was aan de K'iche', door de Azteken veroverd onder Ahuitzotl. De K'iche'-heerser 7 Noj was hierover zo verbitterd dat hij Azteekse pochteca handelaars die in Q'umarkaj aankwamen direct het koninkrijk liet uitzetten en verbood ooit terug te keren. Toen echter in 1510, Azteekse boodschappers van Motecuhzoma II in Q'umarkaj arriveerden om onderwerping en belastingplicht te eisen, zagen de K'iche zich gedwongen het gezag van de Azteken te aanvaarden.
In het daaropvolgende decennium (1510-1521) nam de Azteekse invloed op Q'umarkaj verder toe. Nadat de K'iche'-koning huwde met twee dochters van de Azteekse heerser en zo diens schoonzoon werd, werd daarmee ook de Azteekse heerschappij over de K'iche' verstevigd. Gedurende deze periode stond Q'umarkaj beter bekend als Utatlán, de Nahuatl-vertaling van de plaatsnaam.
Nadat in 1521 de Azteken door de Spaanse veroveraars waren verslagen, zonden zijn boodschappers naar de K'iche'-heerser met de opdracht dat hij zich diende voor te bereiden op oorlog tegen de Spanjaarden. Reeds in 1520, nog voordat de Spanjaarden het K'iche'-rijk waren binnengevallen, sloten de Kaqchikels een alliantie met de Spanjaarden en vroegen om bijstand tegen hun vijanden, de K'iche'. Daarop stuurde Hernán Cortés boodschappers naar Q'umarkaj met de eis zich vreedzaam te onderwerpen aan het Spaanse gezag en de vijandelijkheden jegens de Kaqchikel te staken. De K'iche weigerden aan deze eisen te voldoen en begonnen zich gereed te maken voor de strijd. In de jaren vóór de komst van het Spaanse leger waren de K'iche' getroffen door de ziektes die de Europeanen in de nieuwe wereld hadden geïntroduceerd.

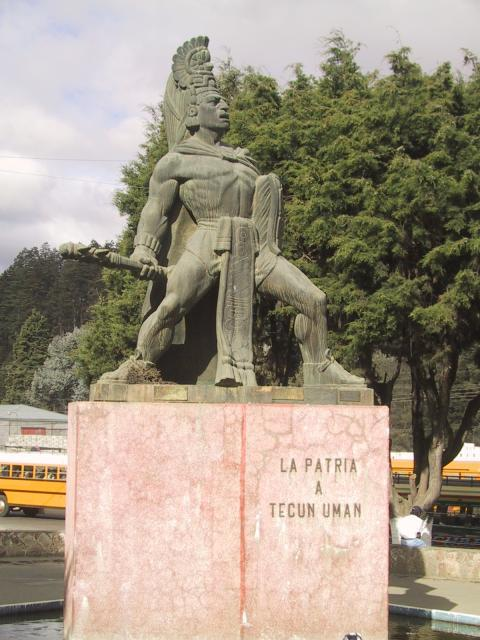
Standbeeld van Tekum Uman in Quetzaltenango.

 In 1524 viel conquistador Pedro de Alvarado Guatemala binnen met een leger van 135 ruiters, 120 voetsoldaten en 400 Azteekse, Tlaxcalteekse en Cholulteekse bondgenoten. Ze kregen spoedig militaire bijstand toegezegd door de Kaqchikels. Dankzij hun spionnennetwerk waren de K'iche' goed op de hoogte van de bewegingen van de Spaanse troepen. Toen het Alvarado's leger bij de K'iche'-stad Xelaju Noj (Quetzaltenango) was aangekomen, stelde de lokale heerser Q'umarkaj direct op de hoogte. De K'iche' benoemden Tekum Uman, een heer uit Chuimequená (Totonicapán), tot hun militaire leider tegen de Spanjaarden en hij werd ritueel voorbereid op de strijd. Beide legers ontmoetten elkaar in de vallei van Pinal, even ten zuiden van Quetzaltenango. In een hevige en bloedige strijd werden de K'iche' verslagen en vonden Tekum Umam en 8.400 van zijn krijgers de dood. Na een aantal opeenvolgende nederlagen besloten de K'iche' zich te onderwerpen aan het gezag van de Spanjaarden en nodigden hem uit naar Q'umarkaj. Bij aankomst in Q'umarkaj nam Alvarado de koning en zijn edelen gevangen en liet hen levend verbranden. Hij stelde twee ondergeschikte K'iche'-leiders aan als zijn stromannen en richtte zich op het neerslaan van de verzetshaarden in de overige K'iche'-gemeenschappen in het gebied. Q'umarkaj werd met de grond gelijk gemaakt om te voorkomen dat de k'iche' zich zouden kunnen hergroeperen in de versterkte stad, en de bevolking werd gedwongen zich te vestigen in de nabijgelegen plaats Santa Cruz del Quiché.